# Первое правительство Путина
Правительство Российской Федерации под председательством В. В. Путина действовало в период с 17 августа 1999 года по 7 мая 2000 года.
Структура Правительства была утверждена 17 августа 1999 года.
Список министерств, действовавших в 1999—2000 годах, см. в статье Структура федеральных органов исполнительной власти (1994—2000).

## Назначение Владимира Путина
| Фракция                           | Депутаты | За  | Против | Воздержались | Не голосовали | Вакантные места |
| --------------------------------- | -------- | --- | ------ | ------------ | ------------- | --------------- |
| КПРФ                              | 130      | 32  | 52     | 4            | 42            |                 |
| «Наш дом — Россия»                | 62       | 59  | 1      | 0            | 2             |                 |
| ЛДПР                              | 48       | 47  | 0      | 0            | 1             |                 |
| «Народовластие»                   | 46       | 19  | 11     | 0            | 16            |                 |
| «Яблоко»                          | 45       | 18  | 8      | 4            | 15            |                 |
| «Российские регионы»              | 44       | 33  | 2      | 2            | 7             |                 |
| Аграрная депутатская группа       | 35       | 16  | 9      | 3            | 7             |                 |
| Независимые депутаты              | 30       | 8   | 1      | 4            | 17            |                 |
| Общий результат                   | 440      | 232 | 84     | 17           | 107           | 10              |
| Справка о результатах голосования |          |     |        |              |               |                 |

## Деятельность
В течение срока полномочий данного состава Правительства Российской Федерации в его структуре путём преобразования из Государственного комитета РФ по телекоммуникациям появилось Министерство Российской Федерации по связи и информатизации.
В августе 1999 года Ельцин поставил Путина руководить войной против восставшей Чечни. Путин повел войну с большой публичностью, появляясь на ТВ и демонстрируя решимость подавить восстание.
Серия взрывов жилых домов, произошедшая в России в сентябре 1999 года, представляет собой одно из наиболее значимых событий, предшествующих началу второй чеченской войны. Эти события обеспечили Путину дополнительные основания для старта военной операции в Чечне, обосновывая её как ответ на террористические акты, хотя ответственность за взрывы так и осталась невыясненной. 
В сентябре 1999 года США получили официальную просьбу России о предоставлении дополнительной продовольственной помощи в объеме 5,5 млн т, в дополнение к уже организованным американским гуманитарным поставкам зерна и продуктов в объеме 3,3 млн т.

## Члены Правительства
Наименования должностей членов Правительства приводятся так, как они официально именовались.
| Должность | Министр                                                                               |
| --- | ------------------------------------------------------------------------------------- |
| Председатель Правительства Российской Федерации                                                                                                   | Путин Владимир Владимирович (16 августа 1999 — 7 мая 2000)                            |
| Председатель Правительства Российской Федерации                                                                                                   | Касьянов Михаил Михайлович (и. о.) (с 7 мая 2000)                                     |
| Первый заместитель Председателя Правительства Российской Федерации                                                                                | Аксёненко Николай Емельянович (19 августа 1999 — 10 января 2000)                      |
| Первый заместитель Председателя Правительства Российской Федерации                                                                                | Христенко Виктор Борисович (19 августа 1999 — 10 января 2000)                         |
| Первый заместитель Председателя Правительства Российской Федерации                                                                                | Касьянов Михаил Михайлович (с 10 января 2000)                                         |
| Заместитель Председателя Правительства Российской Федерации                                                                                       | Клебанов Илья Иосифович                                                               |
| Заместитель Председателя Правительства Российской Федерации                                                                                       | Матвиенко Валентина Ивановна                                                          |
| Заместитель Председателя Правительства Российской Федерации                                                                                       | Щербак Владимир Николаевич (19 августа 1999 — 7 мая 2000; и. о. до 28 июня 2000)      |
| Заместитель Председателя Правительства Российской Федерации — полномочный представитель Правительства Российской Федерации в Чеченской Республике | Кошман Николай Павлович (15 октября 1999 — 7 мая 2000; и. о. до 28 июня 2000)         |
| Заместитель Председателя Правительства Российской Федерации                                                                                       | Шойгу Сергей Кужугетович (с 10 января 2000)                                           |
| Заместитель Председателя Правительства Российской Федерации                                                                                       | Христенко Виктор Борисович (с 10 января 2000)                                         |
| Министерство Российской Федерации по атомной энергии                                                                                              | Адамов Евгений Олегович                                                               |
| Министерство внутренних дел Российской Федерации                                                                                                  | Рушайло Владимир Борисович                                                            |
| Министерство государственного имущества Российской Федерации                                                                                      | Газизуллин Фарит Рафикович                                                            |
| Министерство Российской Федерации по делам гражданской обороны, чрезвычайным ситуациям и ликвидации последствий стихийных бедствий                | Шойгу Сергей Кужугетович                                                              |
| Министерство Российской Федерации по антимонопольной политике и поддержке предпринимательства                                                     | Южанов Илья Артурович                                                                 |
| Министерство Российской Федерации по делам Содружества Независимых Государств                                                                     | Драчевский Леонид Вадимович (19 августа 1999 — 7 мая 2000; и. о. до 28 июня 2000)     |
| Министерство Российской Федерации по делам печати, телерадиовещания и средств массовых коммуникаций                                               | Лесин Михаил Юрьевич                                                                  |
| Министерство Российской Федерации по налогам и сборам                                                                                             | Починок Александр Петрович                                                            |
| Министерство здравоохранения Российской Федерации                                                                                                 | Шевченко Юрий Леонидович                                                              |
| Министерство иностранных дел Российской Федерации                                                                                                 | Иванов Игорь Сергеевич                                                                |
| Министерство культуры Российской Федерации | Егоров Владимир Константинович (19 августа 1999 — 8 февраля 2000)                     |
| Министерство культуры Российской Федерации | Швыдкой Михаил Ефимович (с 8 февраля 2000)                                            |
| Министерство Российской Федерации по физической культуре, спорту и туризму                                                                        | Иванюженков Борис Викторович (19 августа 1999 — 7 мая 2000; и. о. до 28 июня 2000)    |
| Министерство науки и технологий Российской Федерации                                                                                              | Кирпичников Михаил Петрович (19 августа 1999 — 7 мая 2000; и. о. до 28 июня 2000)     |
| Министерство обороны Российской Федерации | Сергеев Игорь Дмитриевич                                                              |
| Министерство образования Российской Федерации | Филиппов Владимир Михайлович                                                          |
| Министерство по делам федерации и национальностей Российской Федерации                                                                            | Михайлов Вячеслав Александрович (19 августа 1999 — 6 января 2000)                     |
| Министерство по делам федерации и национальностей Российской Федерации                                                                            | Блохин Александр Викторович (с 6 января 2000)                                         |
| Министерство природных ресурсов Российской Федерации                                                                                              | Яцкевич Борис Александрович                                                           |
| Министерство путей сообщения Российской Федерации                                                                                                 | Старостенко Владимир Иванович (19 августа 1999 — 16 сентября 1999)                    |
| Министерство путей сообщения Российской Федерации                                                                                                 | Аксёненко Николай Емельянович (с 16 сентября 1999)                                    |
| Министерство сельского хозяйства и продовольствия Российской Федерации                                                                            | Гордеев Алексей Васильевич                                                            |
| Министерство Российской Федерации по связи и информатизации                                                                                       | Рейман Леонид Дододжонович (с 12 ноября 1999)                                         |
| Министерство топлива и энергетики Российской Федерации                                                                                            | Калюжный Виктор Иванович (19 августа 1999 — 7 мая 2000; и. о. до 28 июня 2000)        |
| Министерство торговли Российской Федерации | Фрадков Михаил Ефимович (19 августа 1999 — 7 мая 2000; и. о. до 28 июня 2000)         |
| Министерство транспорта Российской Федерации | Франк Сергей Оттович                                                                  |
| Министерство труда и социального развития Российской Федерации                                                                                    | Калашников Сергей Вячеславович (19 августа 1999 — 7 мая 2000; и. о. до 28 июня 2000)  |
| Министерство финансов Российской Федерации | Касьянов Михаил Михайлович                                                            |
| Министерство юстиции Российской Федерации | Чайка Юрий Яковлевич                                                                  |
| Министерство экономики Российской Федерации | Шаповальянц Андрей Георгиевич (19 августа 1999 — 7 мая 2000; и. о. до 28 июня 2000)   |
| Руководитель Аппарата Правительства Российской Федерации — Министр Российской Федерации                                                           | Козак Дмитрий Николаевич (19 августа 1999 — 7 мая 2000; и. о. до 28 июня 2000)        |
| Министр Российской Федерации | Лившиц Александр Яковлевич (19 августа 1999 — 7 мая 2000; и. о. до 28 июня 2000)      |
| Министр Российской Федерации | Лубенченко Константин Дмитриевич (14 января 2000 — 7 мая 2000; и. о. до 28 июня 2000) |